# انحياز أكاديمي
الانحياز الأكاديمي (في الإنجليزية: Academic bias)، هو الانحياز الواضح أو المدرك الذي يمارسه الباحثون عندما يسمحون لمعتقداتهم في التأثير على أبحاثهم والمجتمع العلمي. قد يشير المصطلح إلى عدة أنواع من الانحياز الأكاديمي، مثل: المركزية الصوتية، المركزية اللغوية، المركزية الإثنية، والاعتقاد بامتلاك بعض العلوم والتخصصات مرتبة أعلى من غيرها. غالبًا ما ترتبط ادعاءات الانحياز -في الولايات المتحدة الأمريكية على وجه الخصوص- بالسياسيين المحافظين والمسيحيين المتدينين. تركز هذه الادعاءات على ما يقوله المحافظون -مثل ديفيد هورويتز- أنه تمييز ضد أولئك الذين يحملون أيديولوجية محافظة، والحجة القائلة بأن الأبحاث قد أُفسدَت بسبب الرغبة في الترويج لأجندة تقدمية. يقول باري أميس وآخرون -جون لي وهنري جيروكس- بأن هذه الادعاءات تستند إلى أدلة متناقلة لا تشير بشكل موثوق إلى الانحياز المنهجي. يوضّح راسل جاكوبي بأن ادعاءات التحيز الأكاديمي تُستَخدَم لدفع الإجراءات التي تنتهك الحرية الأكاديمية.
وفقًا لمجلة القضايا الأكاديمية -وهي مجلة ذات وجهة نظر محافظة- فإن الأدلة على التحيز الأكاديمي تشمل وجود عدد أكبر من الأكاديميين ذوي التوجهات السياسية التقدمية  و/أو غير المتدينين. يجادل النشطاء المحافظون مثل هورويتز بأن هذا الخلل يرجع إلى خلق الأكاديميين بشكل عام أجواءً غير مضيافةٍ للمحافظين. وقد اقترح أميس ونيل غروس أن هذه الفجوة ترجع إلى الاختيار الذاتي؛ فبدلاً من عدم مشاركة المحافظين في الأوساط الأكاديمية بسبب التمييز، تشير هذه النظرية إلى أن المحافظين ببساطة يميلون بشكل أكبر لعدم اختيار مهنة أكاديمية.

## الدعم التجريبي للانحياز الأكاديمي
تدعم بعض الأبحاث وجود تحيز أكاديمي تجاه المحافظين السياسيين والمتدينين. تشير أحد الدراسات الميدانية إلى أن الدخول في برنامج الدراسات العليا لعلم النفس السريري يتأثر سلبًا إذا كان مقدم الطلب من البروتستانت المحافظين. وبالاطلاع على التعليقات التي أدلى بها أعضاء لجان القبول في كليات الطب، لوحظ أن المرشحين المتدينين قد استُجوبوا عن كثب بسبب معتقداتهم. تشير أبحاث أخرى إلى استعداد الأكاديميين للاعتراف علنًا بأنهم أقل ميلًا لتوظيف زميل ما لهم إذا اكتشفوا أنه محافظ دينيًا أو سياسيًا. يُعد بحث جورج يانسي مهمًا بشكل خاص لأنه يجد أن الأكاديميين –من مجموعة متنوعة من التخصصات- منفتحون حول تمييزهم الموجه نحو الأصوليين والإنجيليين، وإلى حد أقل نحو الجمهوريين. تشير الأبحاث كذلك إلى أن بعض أنواع المحافظين هم أكثر عرضة للمعاناة من التحيز الأكاديمي المحتمل. يشير تحليل ستانلي روثمان ووروبرت ليتشر إلى أن الوظائف الأكاديمية للمحافظين في السياسة الاقتصادية والخارجية لا تتأثر على ما يبدو بآرائهم وتوجهاتهم المحافظة. يجادل يانسي أيضًا بأن تسمية الجمهوريين أو المسيحيين قد لا تكون كافية لإثارة التحيز، لكن تشدد البعض وتطرفهم قد يحرض على التمييز والانحياز. إضافةً إلى ذلك، يبدو أن الدليل على التحيز الأكاديمي أقوى في العلوم الاجتماعية والإنسانية منه في العلوم الطبيعية. وفقًا لجورج يانسي، تشير هذه النتائج إلى أنّ التحيز أكاديمي –إن كان موجودًا- يتطلب سياق ثقافي معين.

## الدعم التجريبي للاختيار الذاتي
على أية حال، تتمحور الأسباب التي تدفع المحافظين إلى عدم اختيار الوظائف الأكاديمية حول تفضيلهم الحصول على وظائف ذات أجر أعلى. ويمكن إيجاد أدلة تجريبية تدعم الاختيار الذاتي في أعمال نيل غروس. أجرى غروس دراسة ميدانية أرسل فيها رسائلًا إلكترونية لمدراء برامج الخريجين، وفيها تلاعب في المحتوى ليوحي بدعم المتقدم للمرشح الجمهوري جون ماكين، أو المرشح الديمقراطي باراك أوباما، أو استخدم صيغة توحي بحيادية المتقدم. لم يجد غروس أية فرق في معاملة المدراء للمتقدمين بغض النظر عن توجههم السياسي، وهذا يدعم عدم وجود أي تمييز ممنهج ضد السياسيين المحافظين. 

## الآثار المترتبة على الانحياز الأكاديمي
يؤكّد برينت سيلفي وجيفري ريبر على أنّ الانحياز تجاه الألوهية يقصي بعض الرؤى الممكنة في مجال علم النفس.
يقترح بحث أجراه المجلس الأمريكي للأمناء والخريجين -وهو مجموعة محافظة- أن مناهج المقررات الدراسية تنم عن انحياز تقدمي. ومع ذلك، يقول جون لي أن هذا البحث لا يعتمد على عينة من الاحتمالات، وأنه يستخدم تصميمًا بحثيًا لا يمكن أن يستبعد تفسيرات غير التحيز السياسي.  إضافةً إلى ذلك، تشير الأبحاث إلى حركة يسارية قليلة أو معدومة بين طلاب الجامعات أثناء وجودهم في الكلية.
يُقدَّم الانحياز الأكاديمي كمشكلة يواجهها الطلاب المحافظون. يشير أحد الأبحاث إلى أن المسيحيين المحافظين قد يواجهون التمييز في الكليات والجامعات، ولكن هذه الدراسات غير موضوعية وتعتمد على الرأي الشخصي في اختبار الشخص للتمييز. على سبيل المثال: تتضمن دراسة هاير على وجود صراع معتقدات وصعوبات في التواصل باعتبارها أحداثًا تمييزية، وعلى أية حال تقترح دراسات أخرى مواجهة عدد قليل من الطلاب للتمييز اعتمادًا على معتقداتهم السياسية.
يقول فيليب غراي بأنّ الانحياز الإيديولوجي في العلم السياسي يحمل المخاطرة بإنشاء «نقاط عمياء» حيث تُقبَل بعض الافتراضات والأفكار باعتبارها طبيعية وعادية دون تفكير. قد يعني ذلك –بحسب رأي غراي- أنّ المسائل المتعلقة بقضايا الإيديولوجيا المسيطرة قد تتلقى الكثير من التركيز، بينما لا تعتبر القضايا المتعلقة بالإيديولوجيا الأقل هيمنةً ذات أهمية، وبالتالي لا تُدرَس على نحوٍ جيد. ينتج عن هذه المخاطر حقل متجانس إيديولوجيًا حيث تُقبَل بعض المعطيات تلقائيًا، وبالتالي لا يتم تمحيصها أو اختبارها. وبرأي غراي هذا يعني عدم توفير بعض الدراسات اختبارًا كافيًا للمعطيات في حال أكدت أفكار إيديولوجيا المجموعة المهيمنة، وذلك حتى إذا كانت الدراسات معيبة. يجادل جراي كذلك بأن التحيز الإيديولوجي في الأوساط الأكاديمية يهدد بتصوير المجموعات السياسية الأخرى لا كمجموعة ذات معتقدات خاصة بل كتهديد (جاهل ومتحيز لدرجة عدم تمييزه لما هو جيد)، أو كخطر (يميل إلى أفعال وسياسات مدمرة). يؤدي ذلك إلى تصوير هذه المجموعات على أنها مختلة وظيفيًا وتتطلب تشخيصًا بدلاً من الفهم؛ بينما لا يعتقد غراي أن العلم السياسي «يميز» المجموعات الإيديولوجية الأخرى بشكل صارخ، إلا أنه يعتقد بوجود موقف «تشخيصي» ضمني تجاه المجموعات التي تتعارض مع وجهة نظر الأغلبية.

## الانحياز في أبعاد أخرى
يوجد أدلة أخرى تشير إلى وجود انحياز أكاديمي لا يستند على الأبعاد الدينية والسياسية. تشير دراسة واحدة على الأقل إلى وجود الانحياز في قضايا مرتبطة بالعرق، الجنسانية، الطبقة الاجتماعية، والجنس أكثر من القضايا المرتبطة بالدين. وفقًا لبحث يانسي، يبدو أن رغبة الأكاديميين في التمييز تجاه زملائهم ذات إقبال قليل، إلا إذا كان الهدف محافظًا من الناحية الدينية أو السياسية.